# Ráigenjira
De Ráigenjira is een bergbeek, die stroomt in de Zweedse  gemeente Kiruna. De Ráigenjira zorgt voor de afwatering van een bergmeertje dat tussen tweeberghellingen ligt. De Ráigenjira stroomt noordwaarts naar een merengebied, dat via een bekenstelsel afwatert naar het Torneträsk. Ze is ongeveer 1,5 kilometer lang.